# キングス・バレイ (カクテル)
キングス・バレイ（King's Valley）は、ウィスキーベースのショートドリンクである。1986年に開催された第1回スコッチウィスキーカクテルコンクールの優勝作品。作者は上田和男。
このカクテルは緑色の成分を含まないにもかかわらず、独特の緑色をしている。上田は自著でこの独特の緑色を「スコシアングリーン」と表現している。

## 由来
スコッチウィスキーを讃える意味で、産地であるスコットランドの渓谷からネーミングされている

## レシピの例
レシピ
- スコッチウィスキー - 4/6
- ホワイト・キュラソー  - 1/6
- ライム・ジュース - 1/6
- ブルーキュラソー - 1tsp

作り方
1. 材料をハードシェイクし、カクテルグラスに注ぐ。

## バリエーション
レザーネック（英: Leatherneck）
スコッチウィスキーをライ・ウイスキーに替えたもの。キングス・バレイのほうをレザーネックのバリエーションとすることもある。